# Campylopus searellii
Campylopus searellii är en bladmossart som beskrevs av R. Brown ter 1897. Campylopus searellii ingår i släktet nervmossor, och familjen Dicranaceae. Inga underarter finns listade i Catalogue of Life.